# Hop Around
Hop Around – album Dee Dee Ramone'a wydany w listopadzie 2000 roku przez wytwórnię Other People's Music.

## Lista utworów
Wersja amerykańska:
1. "I Don't Wanna Die in the Basement" (Ramones) – 1:52
2. "Mental Patient" (Dee Dee Ramone) – 1:40
3. "Now I Wanna Be Sedated" (Dee Dee Ramone) – 2:21
4. "Rock & Roll Vacation in L. A." (Dee Dee Ramone) – 1:59
5. "Get Out of This House" (Dee Dee Ramone) – 1:35
6. "38th & 8th" (Dee Dee Ramone) – 2:35
7. "Nothin'" (Dave Bingham/Roger Mayne) – 2:39
8. "Hop Around" (Dee Dee Ramone) – 1:32
9. "What About Me?" (Dee Dee Ramone) – 2:26
10. "I Saw a Skull Instead of My Face" (Dee Dee Ramone) – 2:24
11. "I Wanna You" (Dee Dee Ramone) – 2:02
12. "Master Plan" (Dee Dee Ramone) – 2:28
13. "Born to Lose" (Johnny Thunders) – 2:35
14. "Hurtin' Kind" (Bittersweets) – 2:20
15. "I'm Horrible" (Dee Dee Ramone/Barbara Ramone/Chris Spedding) – 2:05

Wersja europejska:
1. "I Don't Wanna Die in the Basement" (Ramones) – 1:52
2. "Mental Patient" (Dee Dee Ramone) – 1:40
3. "Now I Wanna Be Sedated" (Dee Dee Ramone) – 2:21
4. "Rock & Roll Vacation in L. A." (Dee Dee Ramone) – 1:59
5. "Get Out of This House" (Dee Dee Ramone) – 1:35
6. "38th & 8th" (Dee Dee Ramone) – 2:35
7. "Nothin'" (Dave Bingham/Roger Mayne) – 2:39
8. "Hop Around" (Dee Dee Ramone) – 1:32
9. "What About Me?" (Dee Dee Ramone) – 2:26
10. "I Saw a Skull Instead of My Face" (Dee Dee Ramone) – 2:24
11. "I Wanna You" (Dee Dee Ramone) – 2:02
12. "Master Plan" (Dee Dee Ramone) – 2:28
13. "Chinese Rocks" (Richard Hell/Dee Dee Ramone) – 2:27
14. "Hurtin' Kind" (Bittersweets) – 2:20
15. "I'm Horrible" (Dee Dee Ramone/Barbara Ramone/Chris Spedding) – 2:05

## Skład
- Dee Dee Ramone – wokal, gitara
- Barbara Ramone – wokal, gitara basowa
- Billy Rogers – perkusja
- Chris Spedding – gitara
- Roger Mayne – gitara w "Nothin'"
- Gordie Lewis – gitara w "Born to Lose"
- Jon Drew – perkusja "I'm Horrible"